# 乐园站 (咸镜南道)
樂園站（韓語：락원역）是朝鮮民主主義人民共和國咸鏡南道乐园郡乐园邑的一個鐵路車站，属于平罗线。

## 邻近车站
平罗线
呂湖站 - 樂園站 - 細浦里站